# Urszula Tarnowska
Urszula z Ustrzyckich Tarnowska herbu Przestrzał (ur. przed 1755 zapewne we Wróblowicach koło Drohobycza, zm. 13 listopada 1829 w Drążgowie) – chorążyna halicka, właścicielka Wróblowic i Śniatynki.
Epistolografka i pamiętnikarka, autorka częściowo wydanych „Wspomnień damy polskiej z XVIII wieku”.
Dama Krzyża Gwiaździstego.

## Życiorys

### Pochodzenie
Urszula Ustrzycka pochodziła z rodziny wywodzącej się od wołoskich kniaziów, którzy w XVI wieku osiedlili się w okolicach Ustrzyk Dolnych, zachowując pamięć o swoim gnieździe rodowym, siedmiogrodzkim Unichowie (obecnie Wonihowe na Zakarpaciu). Pod koniec XVII i na początku XVIII wieku spolonizowani i skatolicyzowani Ustrzyccy zasiedli w sejmie i senacie, by w połowie XVIII wieku wejść w koligacje z rodami magnackimi.
Urszula urodziła się prawdopodobnie we Wróblewicach (Wróblowicach) przed rokiem 1755. Była córką Bogusława Ustrzyckiego z Unichowa, kasztelana inowłodzkiego, gorącego stronnika Sasów i oboźnianki koronnej Konstancji Siemianowskiej, damy Krzyża Gwiaździstego. Jej bratem był Kazimierz Ustrzycki – pisarz i poeta, uczestnik obiadów czwartkowych, o którym pisała, że „od niego powzięła pierwsze głębsze wiadomości i kształcenie myśli, że od niego nauczyła się, iż człowiek im więcej umie, tem jaśniej poznaje, że nic nie wie”.
Dalszą krewną Urszuli Ustrzyckiej była Apolonia z Ustrzyckich Poniatowska, bratowa króla Stanisława Augusta, matka Stanisława Poniatowskiego i Konstancji Tyszkiewiczowej.

### Małżeństwo i potomstwo
Po krótkiej, sześciotygodniowej znajomości, 14 marca 1781 w kościele dominikanek we Lwowie, Urszulę Ustrzycką poślubił Rafał Tarnowski herbu Leliwa (1741–1803) (syn Józefa Mateusza Tarnowskiego), chorąży halicki, generał wojsk koronnych, marszałek konfederacji barskiej w Sandomierskiem. Ze związku Urszuli Ustrzyckiej z Rafałem Tarnowskim pochodziło czworo dzieci:
- Ignacy (1782-1782)
- Zofia (1784-1835), którą pojął za żonę Marcin Amor Tarnowski
- Władysław (1785-1847) – legionista, porucznik w wojskach Księstwa Warszawskiego, żonaty od 1808 z Anielą Rożniacką
- Olimpia (1788-1874) – pisarka i tłumaczka, która poślubiła Tomasza Grabowskiego.

### Działalność gospodarcza i kulturalna
Zaraz po ślubie za sumy posagowe Urszuli małżonkowie Tarnowscy zakupili majątek w Drążgowie (nazywanym przez chorążynę we wspomnieniach Drążkowem), co uznaje się za zapoczątkowanie linii drążgowskiej Tarnowskich. Ponieważ nie było tam odpowiedniej rezydencji, Urszula Tarnowska korzystała z gościny miejscowego proboszcza, przemieszkując na plebanii, gdzie przyszła na świat dwójka jej dzieci. Od roku 1788 aż do sprzedaży w 1826 przez syna Władysława, nowo wybudowany „domek nasz tak nam miły”, „domek najmilejszy”, tj. pałac z oficynami, był główną siedzibą Tarnowskich. Tu urodziło się też najmłodsze dziecko Urszuli z Ustrzyckich Tarnowskiej, córka Olimpia.

[Czas] - rysunek Urszuli z Ustrzyckich Tarnowskiej z rękopisu, str. 1, tytułowa.

[Małżonkowie] - rysunek Urszuli z Ustrzyckich Tarnowskiej z rękopisu, str. 2.

[Pomnik] - rysunek Urszuli z Ustrzyckich Tarnowskiej z rękopisu, str. 4. Na pomniku napis: „Spento e il lume non l’ardore” („Zgasło jego światło nie miłość”).

Po śmierci brata Kazimierza w 1784, którego była jedyną spadkobierczynią, odkupiła od wierzycieli rodzinny majątek we Wróblewicach. Dopiero jednak po śmierci matki w 1796 roku stała się pełnoprawną właścicielką zarówno Wróblewic, jak i Śniatynki. W roku 1783 Urszula Tarnowska pomyślnie zakończyła wieloletni spór z rodziną Szczyttów o Kożangródek, uzyskując połowę wartości majątku.
W marcu 1787 podejmowała w Wasylewszczyźnie (Wasylewie) Stanisława Augusta i towarzyszyła mu z rodziną w podróży do Kaniowa. Po 1794 Wasylewszczyzna została skonfiskowana z powodu udziału jej męża w powstaniu kościuszkowskim. O zwrot majątku zabiegała w roku 1796 w Grodnie, co udało jej się uzyskać po wstąpieniu na tron cara Pawła I. Wasylewszczyznę zamieniono ostatecznie na majątek w Markuszowie (Markuszowie).
W końcu XVIII wieku Urszula Tarnowska większość czasu spędzała w Drążgowie, przenosząc się na miesiące zimowe do Lwowa, gdzie prowadzony przez nią dom otwarty znacząco przyczyniał się do ożywienia życia kulturalnego i towarzyskiego. Na początku XIX wieku ostatecznie przeniosła się do Warszawy, miesiące letnie spędzając głównie w Drążgowie i dojeżdżając czasem do majątku w Markuszowie.
Po osiedleniu się w Warszawie małżonkowie Tarnowscy kupili w roku 1802 pałac przy Krakowskim Przedmieściu w Warszawie, zwany odtąd pałacem Tarnowskich, w którego ogrodzie Urszula urządziła sztuczne sadzawki, założyła aleję kasztanową i zleciła budowę cieplarni. W pałacu odbywały się odczyty Towarzystwa Przyjaciół Nauk.

### Choroba i śmierć
Pod koniec życia Urszula Tarnowska straciła wzrok. Być może cierpiała na chorobę nowotworową. Zmarła 13 listopada 1829 w Drążgowie. Jej nekrolog zamieściła „Gazeta Polska” w wydaniu z dnia 24 listopada 1829 roku: „Po długiéj i ciężkiéj chorobie, żyć przestała w dobrach swoich w Drożgowie ś. p. z Ustrzyckich Urszula hrabina Tarnowska”.

### Odznaczenia
Urszula z Ustrzyckich Tarnowska 3 maja 1785 roku została mianowana damą Krzyża Gwiaździstego.

## Twórczość
Dla zanotowania wydarzeń z życia swojej rodziny, ale także z myślą o przyszłych pokoleniach, Urszula Tarnowska spisała wspomnienia, zaznaczając: „Ja też dla siebie piszę, a może kto z familii - pomyślałam sobie - z ukontentowaniem przerzucać będzie za lat sto tę książkę”. Pamiętnik został napisany przez kobietę obdarzoną nie tylko talentem literackim, ale również inteligencją i wysoką kulturą, o szerokich horyzontach, gorącą patriotkę, kierującą się w życiu silnym poczuciem obowiązku. Fragmenty wspomnień Urszuli z Ustrzyckich, prawie pół wieku po śmierci autorki, przygotował do druku jej prawnuk Władysław Tarnowski. Część pamiętników pozostała jednak w rękopisie w archiwum wróblewickim.
Oprócz pamiętników o dużej wartości historycznej i obyczajowej, pozostawiła po sobie obfitą korespondencję, pisaną bezpośrednim i ciętym językiem, gdyż „nigdy nic w bawełnę nie obwijała, wygarniając ludziom prawdę w oczy”.
- Urszula z Ustrzyckich Tarnowska. Wspomnienia damy polskiéj z XVIII. wieku. „Archiwum Wróblewieckie”. 1, 1869. Władysław Tarnowski.brak numeru strony, dalsza część - Pamiętnik damy polskiej w zeszycie 2 „Archiwum Wróblewieckiego” na str. 1-139[4].
- Urszula z Ustrzyckich Tarnowska. Król Hieronim w Warszawie w 1812 roku. „Ruch literacki”. 2, 1876. Władysław Tarnowski.brak numeru strony, w nr 30 z 22 lipca 1876, str. 54-55[4].
- Pamiątki o Rafale Tarnowskim., wyd. Władysław Tarnowski, Ruch lit., 1876, tom 2, str 73 i następne[4].
- Korespondencja Urszuli Tarnowskiej z: ks. Czartoryskimi z Puław, z Ignacym Potockim i J.U. Niemcewiczem T. Kościuszką, do II wojny światowej w Archiwum we Wróblewicach[25].

Wzmiankowane są 3 wiersze Urszuli o tytułach:  „Pieśń Polski”,  „Pieśń o beatyfikowanym Asie”  i  „Mensis September”  ( „Miesiąc wrzesień” ) oraz dalszy fragment wspomnień z lat 1814-1819. Natomiast w zbiorach Archiwum Akt Dawnych Biblioteki Narodowej w Warszawie zachował się rękopis Urszuli pt.  „Xięga czasu”  wydany drukiem w  „Archiwum Wróblewieckim”  przez Władysława Tarnowskiego, ale zawierający prócz tekstu 3 rysunki Urszuli, na stronie 1 – tytułowej, 2 oraz 4.

### Rysunki
Talent plastyczny Urszuli możemy oceniać po jej rysunkach, Maria Zientara uważa prace plastyczne Urszula podjęła „za przykładem dworu królewskiego”.
- Widok Drążgowa (litografia papierowa z napisem u dołu: „Widok mieszkania w Dobrach Drążgów J.W. Hrabiny Urszuli Tarnowskiej Rysowany z natury przez nią samą”)[30].
- Widok na rzekę Wieprz i miasteczko Baranów (litografia papierowa z napisem u dołu: „Widok z Okien Pałacu Drążgowa na rzekę Wieprz i miasteczko Baranów, rysowany z natury przez J.W. Urszulę Hrabinę Tarnowską)[31].